# Resurgence (2023)
L'édition 2023 de Resurgence est un Pay-per-view de catch (lutte professionnelle) produit par la promotion New Japan Pro-Wrestling. L'événement a eu lieu le 21 mai 2023 à la Walter Pyramid à Long Beach (Californie). Il s'agit de la seconde édition de Resurgence.

## Contexte
Les spectacles de la New Japan Pro Wrestling (NJPW) sont constitués de matchs aux résultats prédéterminés par les scénaristes de la compagnie. Ces rencontres sont justifiées par des storylines – une rivalité avec un catcheur, la plupart du temps – ou par des qualifications survenues dans les shows de la NJPW. Tous les catcheurs possèdent une gimmick, c'est-à-dire qu'ils incarnent un personnage gentil (Face) ou méchant (Heel), qui évolue au fil des rencontres. Un événement comme Resurgence est donc un événement tournant pour les différentes storylines en cours.

## Tableau des matchs
| Ordre par numéros | Résultat | Stipulation(s) | Temps |
| --- | --- | --- | ----- |
| 1P | The DKC bat Bateman | Match simple | 8:23  |
| 2P | Alex Coughlin bat Christopher Daniels                                                                                             | Match simple | 9:26  |
| 3 | Bárbaro Cavernario et Virus battent TMDK (Bad Dude Tito et Zack Sabre Jr.) (avec Kosei Fujita)                                    | Tag Team match | 14:05 |
| 4 | Mercedes Moné bat Stephanie Vaquer                                                                                                | Match simple - Demi-finale La gagnante du tournoi deviendra la première championne Strong. | 11:55 |
| 5 | Willow Nightingale bat Momo Kohgo                                                                                                 | Match simple - Demi-finale La gagnante du tournoi deviendra la première championne Strong. | 9:37  |
| 6 | Juice Robinson (avec Toni Storm) bat Fred Rosser                                                                                  | Street Fight match | 23:10 |
| 7 | Kenta bat Hikuleo (c) par décompte extérieur                                                                                      | Match simple pour le Strong Openweight Championship | 11:57 |
| 8 | Blackpool Combat Club (Jon Moxley et Wheeler Yuta) et Shota Umino battent CHAOS (Kazuchika Okada, Rocky Romero et Tomohiro Ishii) | 6-Man Tag Team match | 19:37 |
| 9 | Will Ospreay bat Hiroshi Tanahashi                                                                                                | Match simple - Demi-finale Le gagnant affrontera Lance Archer en finale du tournoi pour déterminer l'aspirant no 1 au IWGP United States Heavyweight Championship à Dominion 6.4 in Osaka-jo Hall. | 16:44 |
| 10 | Willow Nightingale bat Mercedes Moné                                                                                              | Match simple - Finale La gagnante du tournoi deviendra la première championne Strong. | 9:34  |
| La lettre C placée entre parenthèses désigne la personne ou l’équipe championne en titre. P – indique que le match a eu lieu lors du pré-show | | |       |